# ویلمینگتون (ماساچوست)
ویلمینگتون، ماساچوست
ویلمینگتون (به انگلیسی: Wilmington) شهرکی در شهرستان میدلسکس ایالت ماساچوست می‌باشد که در سال ۱۷۳۰ بنیان‌گذاری شده‌است. این شهرک در سرشماری سال ۲۰۱۰ میلادی، ۲۲٬۳۲۵ نفر جمعیت داشته‌است.